# Oligosarcus oligolepis
Oligosarcus oligolepis o dientudo es una especie de pez de la familia Characidae en el orden de los Characiformes.

## Morfología
Los machos pueden llegar alcanzar los 25/30 cm de longitud total.

## Hábitat
Vive en zonas de clima subtropical.

## Distribución geográfica
Se encuentran en Sudamérica: cuencas de los ríos  Paraguay,  Paraná,  Uruguay y otros ríos afluentes de la Cuenca del Río de La Plata.